# Alstroemeria speciosa
Alstroemeria speciosa este o specie de plante monocotiledonate din genul Alstroemeria, familia Alstroemeriaceae, descrisă de M.C.Assis. Conform Catalogue of Life specia Alstroemeria speciosa nu are subspecii cunoscute.